# Vila Margareta (Karlovy Vary)
Vila Margareta (rovněž Vila Marghareta či Lázeňský dům Margareta) je samostatně stojící secesní objekt v Karlových Varech, postavený na konci 19. století. Nachází se v jižní části lázeňského území při pravém břehu říčky Teplá v sousedství Parkhotelu Richmond.
Od roku 1991 je vila chráněna jako kulturní památka.

## Historie
Bohatý karlovarský měšťan Friedrich Unger se rozhodl postavit rodinnou vilu, kterou nazval jménem své vnučky Margharety. Mnoho zdrojů však nesprávně uvádí, že vilu dal vybudovat Anton Pupp, spolumajitel Grandhotelu Pupp, a daroval ji své milované dceři Margharetě k osmnáctým narozeninám. Ta ovšem podle karlovarského adresáře ve vile nikdy nebydlela. Po smrti Friedricha Ungera ji v roce 1911 zdědila jeho starší dcera Marie, provdaná Puppová. Ve dvacátých letech byla vila přičleněna k provozům Grandhotelu Pupp. V letech 1938–1939 patřila vila Margharetině mladší sestře Elisabeth, provdané Schäfflerová.
Koncem roku 1944 obsadili vilu vlasovci. Ve vile bydlel generál Vlasov, někdejší hrdina obrany Moskvy, později zajatec a kolaborant, v roce 1946 odsouzený k trestu smrti a popravený za vlastizradu. Tehdy 44letý generál se rozhodl uzavřít sňatek 13. dubna 1945 v Karlových Varech, o čemž svědčí zápis v karlovarské Knize sňatků. Právě ve vile Margareta se konal svatební obřad a sňatek byl uzavřen i přesto, že generál v té době byl již ženatý.
Po druhé světové válce byla vila znárodněna a převzalo ji ministerstvo zdravotnictví. Vila sloužila jako lázeňský dům prominentním hostům ministerstva. Mezi časté hosty vily Margareta patřil maršál Sovětského svazu Koněv. Při jeho první návštěvě v roce 1946 ho fotografoval karlovarský fotoreportér Jaroslav Houf alias Fo-Fi-Fo ve společnosti mladé milenky, kterou ostatní oslovovali jako paní Koněvovou. Snímky se objevily v tisku a České noviny se dostaly do ruky jeho manželky v Moskvě. Ta si šla stěžovat Stalinovi, který si pak pozval maršála na kobereček.
Koncem osmdesátých let 20. století vlastnila vilu společnost Balnex a provozovala ji jako depandance hotelu Dvořák.
Podle katastru nemovitostí vlastní vilu v současnosti (2019) společnost Vila Margareta, v níž mají podíl subjekty registrované na Panenských ostrovech a na Kypru. Jedna z nejromantičtějších vil Karlových Varů je nabízena realitními kancelářemi k prodeji za 130 milionů Kč. Ruští majitelé neměli zájem do objektu investovat. Patří mezi nemovitosti, které se v Karlových Varech snaží Rusové prodat, mnohdy za nereálné ceny.

## Stavební podoba
Secesní rodinná vila byla postavena ve stylu romantické podoby francouzské neorenesance. Reprezentativní čtyřpodlažní zděná vila stojí na zastavěné ploše 390 m². Ve vile se nachází 10 pokojů, 8 ložnic a 6 balkonů. Areál vily dotváří terasa a schodiště. Vilu obklopuje rozlehlý oplocený park o rozloze 8000 m². V interiéru se dochovala část původního neporušeného mobiliáře i bohatá štuková výzdoba, krbová kamna, secesní interiérové dveře a dřevěné podlahy.